# Chika (歌手)
chikaは、日本の歌手、作曲家、作詞家。女性。2016年9月より、にゃーろんずとして活動中。

## 概要
- 2016年、コンポーザーのbassyとポップスユニット、にゃーろんずを結成[1]。

## 活動

### にゃーろんず
- 2016年、ミニアルバム「ニューロンの宴」をリリース。
- 2017年、1st fullアルバム「月曜日はどどど」[2]、ミニアルバム「どっちつかずなボクら」[3]をリリース